# Sainte-Croix-de-Quintillargues
Sainte-Croix-de-Quintillargues [sɛ̃t kʁwa də kɛ̃tijaʁɡ] (okzitanisch Santa Crotz de Quintilhargues) ist eine französische Gemeinde mit 970 Einwohnern (Stand: 1. Januar 2022) im Département Hérault in der Region Okzitanien (vor 2016: Languedoc-Roussillon). Sie gehört zum Arrondissement Lodève und zum Kanton Saint-Gély-du-Fesc. Die Einwohner werden Quintillarguois genannt.

## Geographie
Die Gemeinde Sainte-Croix-de-Quintillargues liegt etwa 17 Kilometer nordnordöstlich von Montpellier. Hier entspringt der Fluss Bénovie. Die höchste Erhebung im Gemeindegebiet ist der 325 m hohe Hügel La Suque. Umgeben wird Sainte-Croix-de-Quintillargues von den Nachbargemeinden Fontanés im Norden, Saint-Bauzille-de-Montmel im Osten und Süden sowie Saint-Mathieu-de-Tréviers im Westen.

## Bevölkerungsentwicklung
| Jahr                       | 1962 | 1968 | 1975 | 1982 | 1990 | 1999 | 2009 | 2020 |
| Einwohner                  | 100  | 107  | 129  | 218  | 382  | 531  | 576  | 950  |
| Quellen: Cassini und INSEE |      |      |      |      |      |      |      |      |

## Sehenswürdigkeiten
- Kirche Exaltation-de-la-Sainte-Croix (Kreuzerhöhung) aus dem 12. Jahrhundert, Umbauten aus dem 16. Jahrhundert, seit 1978 Monument historique

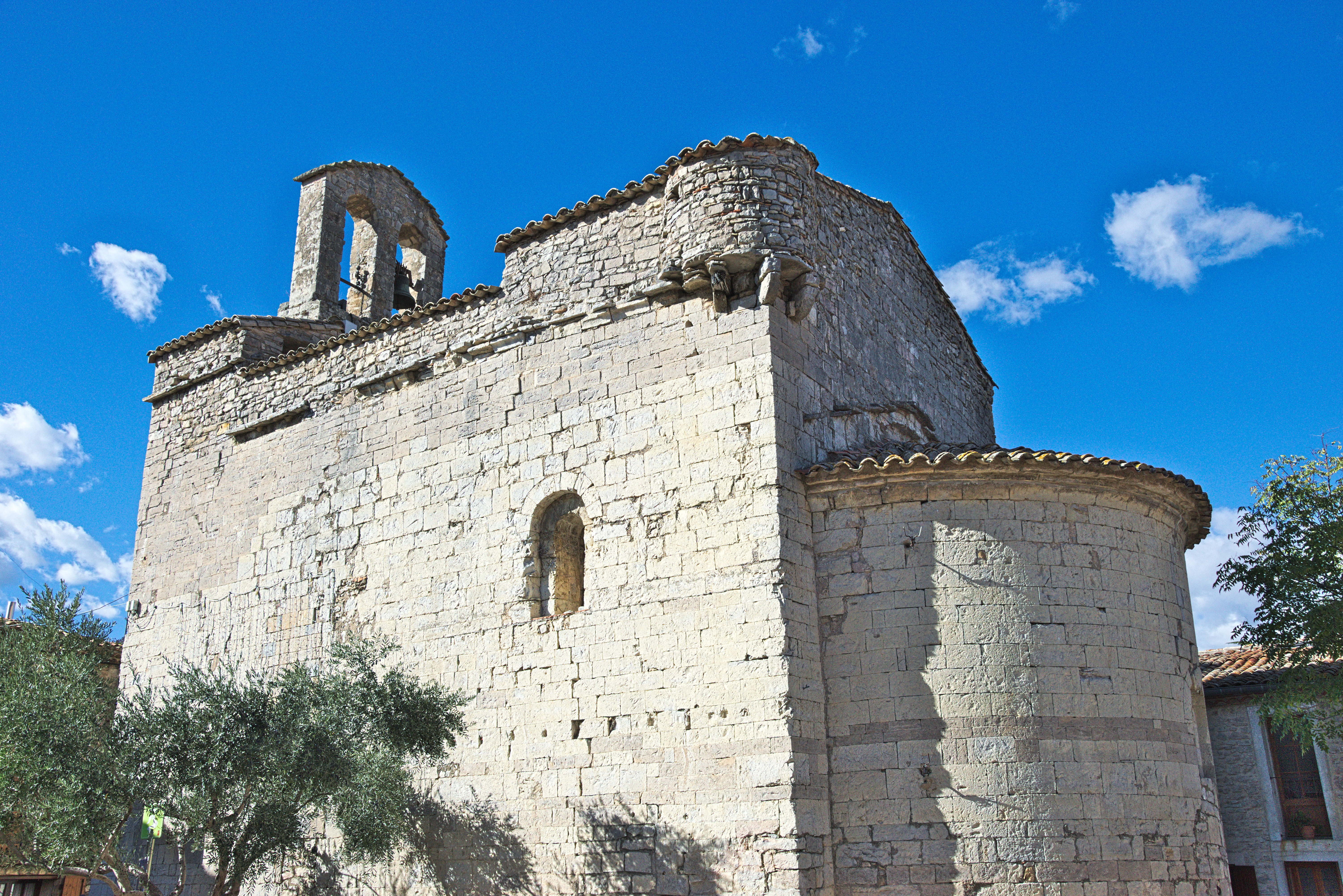
Kirche Exaltation-de-la-Sainte-Croix